# Cà Chiavello
Cà Chiavello is een klein dorp (curazia) in de gemeente Faetano in San Marino.